# Uromyces seditiosus
Uromyces seditiosus ist eine Ständerpilzart aus der Ordnung der Rostpilze (Pucciniales). Der Pilz ist ein Endoparasit von Wegerichen sowie von Aristida-Süßgräsern. Symptome des Befalls durch die Art sind Rostflecken und Pusteln auf den Blattoberflächen der Wirtspflanzen. Sie ist in Nordamerika verbreitet.

## Merkmale

### Makroskopische Merkmale
Uromyces seditiosus ist mit bloßem Auge nur anhand der auf der Oberfläche des Wirtes hervortretenden Sporenlager zu erkennen. Sie wachsen in Nestern, die als gelbliche bis braune Flecken und Pusteln auf den Blattoberflächen erscheinen.

### Mikroskopische Merkmale
Das Myzel von Uromyces seditiosus wächst wie bei allen Uromyces-Arten interzellulär und bildet Saugfäden, die in das Speichergewebe des Wirtes wachsen. Die Aecien der Art besitzen 18–24 × 16–19 µm große, hyaline Aeciosporen mit warziger Oberfläche. Die goldbraunen Uredien des Pilzes wachsen oberseitig auf den Wirtsblättern und -hüllrohren. Ihre hell zimt- bis goldbraunen Uredosporen sind 22–26 × 18–26 µm groß, zumeist kugelig bis gedrückt kugelig und stachelwarzig. Die blattoberseitig wachsenden Telien der Art sind schwarzbraun, kompakt und früh unbedeckt. Die goldenen bis kastanienbraunen Teliosporen sind einzellig, in der Regel breit eiförmig bis länglich und 26–40 × 16–25 µm groß. Ihre Stiele sind gelblich und bis zu 100 µm lang.

## Verbreitung
Das bekannte Verbreitungsgebiet von Uromyces seditiosus umfasst die USA östlich der Rocky Mountains.

## Ökologie
Die Wirtspflanzen von Uromyces seditiosus sind für den Haplonten Wegeriche (Plantago spp.) und möglicherweise auch Houstonien (Houstonia) sowie Aristida-Arten für den Dikaryonten. Der Pilz ernährt sich von den im Speichergewebe der Pflanzen vorhandenen Nährstoffen, seine Sporenlager brechen später durch die Blattoberfläche und setzen Sporen frei. Die Art durchläuft einen Entwicklungszyklus mit Spermogonien, Aecien, Telien und Uredien und vollzieht einen Wirtswechsel.